# Maria Modzelewska

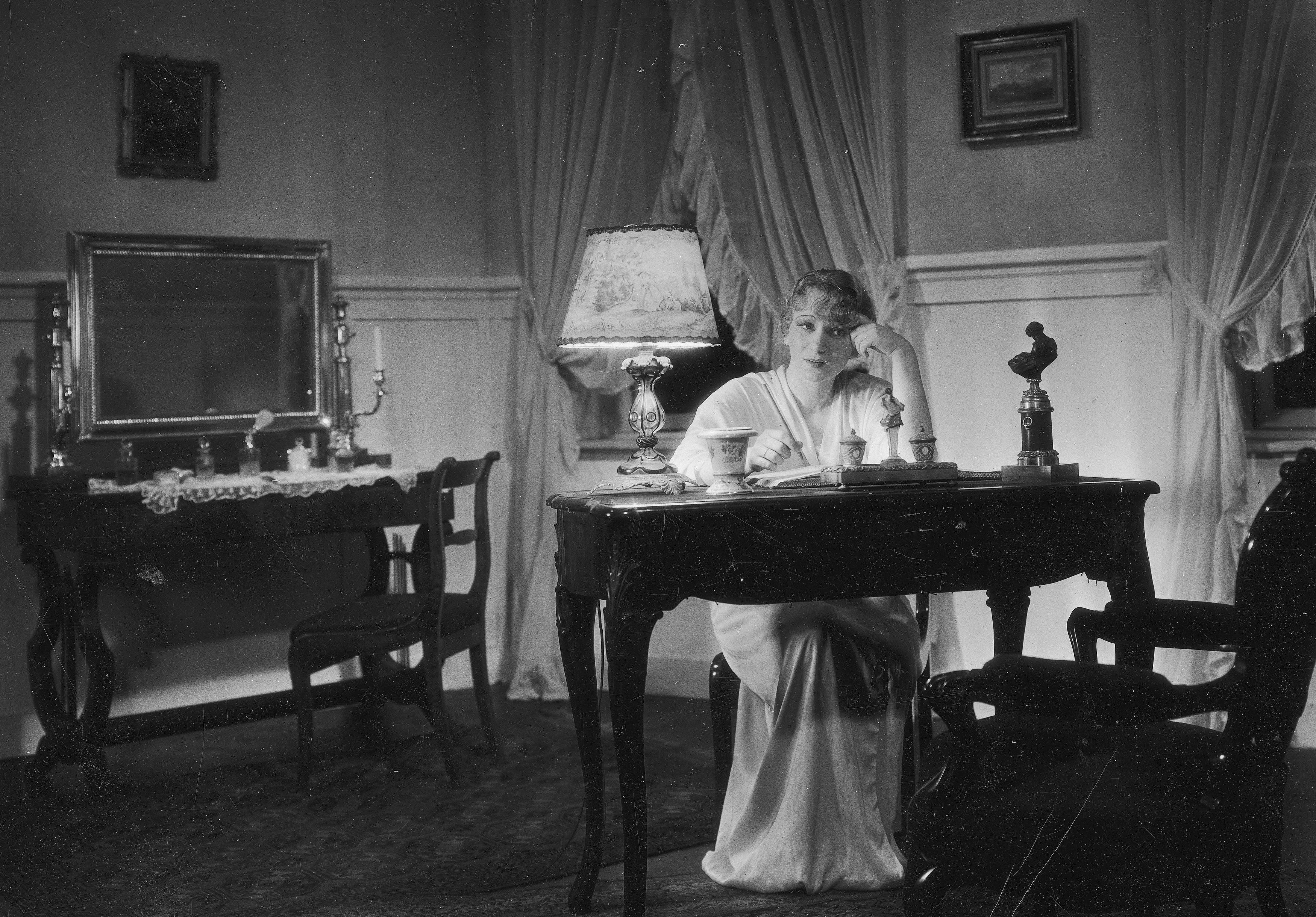
Maria Modzelewska - Śluby ułańskie

Maria Modzelewska (ur. 15 kwietnia 1903 w Sosnowcu, zm. 25 września 1997 w Skolimowie) – polska aktorka filmowa kina niemego i dźwiękowego, która wystąpiła w wielu produkcjach z okresu międzywojennego. Jedna z najwybitniejszych aktorek teatru międzywojennego.

## Życiorys
Urodziła się w aktorskiej rodzinie Stanisława i Józefy Modzelewskich. Debiutowała 18 lutego 1920 r. na scenie Teatru Bagatela w Krakowie, gdzie występowała w sezonach 1920/1921 i 1923/1924. Grała również w Teatrze im. Juliusza Słowackiego (1921–1923), a od 1924 do 1939 w wielu teatrach, rewiach i kabaretach w Warszawie.
Gdy wybuchła wojna, wyjechała z Polski do Rumunii, a następnie do Nowego Jorku. W Ameryce pracowała najpierw jako robotnica i urzędniczka. Wkrótce włączyła się w działalność artystyczną polskiej emigracji, m.in. pełniła funkcję prezesa Koła Artystów Sceny Polskiej w Nowym Jorku i występowała w Polskim Teatrze Artystów. W latach 1955–1956 występowała w Londynie, w Teatrze Polskim ZASP. W 1994 wróciła na stałe do kraju i zamieszkała w Domu Artystów Weteranów Scen Polskich w Skolimowie. W 1996 otrzymała Nagrodę Miasta Stołecznego Warszawy.
Jej mężem był Marian Hemar, z którym rozstała się w sierpniu 1939 r. Trwałe rozdzielenie i niejasne informacje przez nią przekazywane (w listach sugerowała, że na własną rękę przeprowadziła rozwód, bądź już w ambasadzie polskiej w Rumunii, czy w USA przed tamtejszym sądem) spowodowały brak zainteresowania formalnym stanem małżeństwa ze strony małżonka. Oficjalne unieważnienie małżeństwa z Hemarem Modzelewska przeprowadziła w Nowym Jorku w 1956 r.

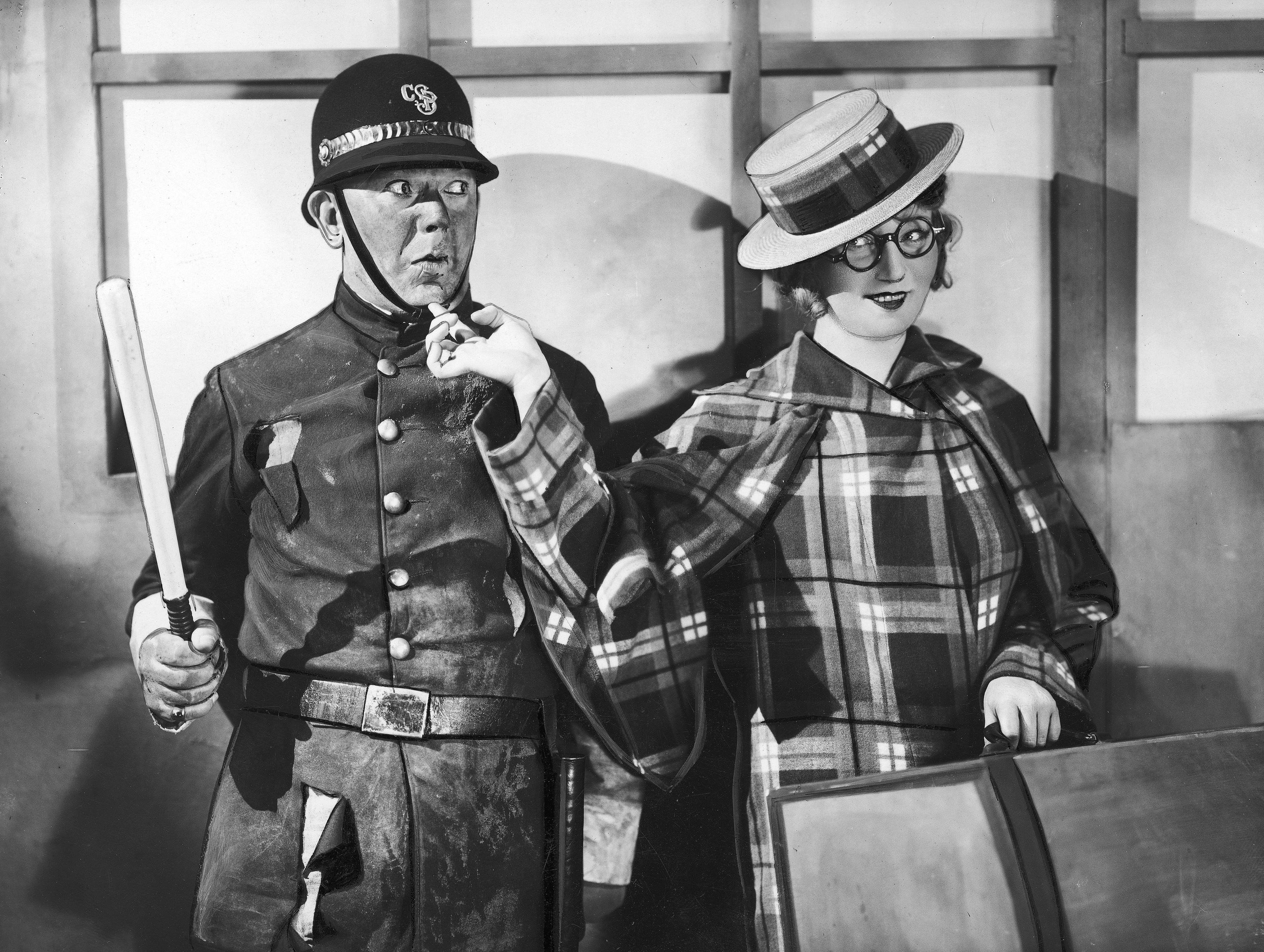
Tadeusz Chmielewski i Maria Modzelewska w przedstawieniu Jill i Jim w Teatrze Polskim w Warszawie (lipiec 1932).

Zmarła w Skolimowie, pochowana na cmentarzu Powązkowskim (kwatera 192-2-24).

## Filmografia
- 1924: Kiedy kobieta zdradza męża
- 1925: Iwonka – Ola, przyjaciółka Iwonki
- 1926: O czym się nie myśli – Zofia, córka Wierciaka
- 1927: Ziemia obiecana – Zośka, córka Malinowskiego
- 1928: Przedwiośnie – Karolina
- 1931: Serce na ulicy
- 1931: Straszna noc
- 1934: Śluby ułańskie – Maria, żona Pleszczyńskiego

Źródło: Filmpolski.pl.

## Polski dubbing
- 1937: Królewna Śnieżka i siedmiu krasnoludków – Królewna Śnieżka (pierwsza wersja dubbingu)[2]